# باستروم ۲۵۱۰۸
سیارک ۲۵۱۰۸ (به انگلیسی: 25108 Bostrom، نامگذاری:1998RV55) بیست و پنج هزار و صد و هشتمین سیارک کشف شده‌است که در ۱۴ سپتامبر ۱۹۹۸ کشف شد.
قدر مطلق سیارک برابر ۱۶.۲ است.